# Komisija za nadzor nad delom varnostnih in obveščevalnih služb Državnega zbora Republike Slovenije
Komisija za nadzor nad delom varnostnih in obveščevalnih služb je bivša komisija Državnega zbora Republike Slovenije.
Njeno delo je v 4. državnem zboru Republike Slovenije prevzela Komisija za nadzor obveščevalnih in varnostnih služb Državnega zbora Republike Slovenije.

## Delovanje
Delovanje komisije je bilo določeno v Poslovniku državnega zbora:
Komisija za nadzor nad delom obveščevalno-varnostnih služb:
- nadzira dejavnost obveščevalno-varnostne službe pri vladi in obveščevalno-varnostne službe ministrstva, pristojnega za obrambo, skladnost njihovega delovanja s politiko nacionalne varnosti Republike Slovenije in smernicami vlade;
- nadzira uporabo z zakonom določenih posebnih oblik, metod in ukrepov pridobivanja podatkov obveščevalno-varnostnih služb iz prejšnje alinee in varnostnih služb ministrstva, pristojnega za notranje zadeve;
- obravnava predloge zakonov in drugih aktov, ki urejajo delovanje in uporabo posebnih oblik, metod in ukrepov pridobivanja podatkov obveščevalno-varnostnih služb iz prve alinee tega člena;
- državnemu zboru enkrat letno poroča o nadzoru in predlaga potrebne ukrepe. — 40. člen

## Sestava
1. državni zbor Republike Slovenije
- izvoljena: 23. februar 1993
- predsednik: France Bučar
- podpredsednik: Jože Jagodnik
- člani: Tone Anderlič, Igor Bavčar, Gabrijel Berlič, Polonca Dobrajc (od 31. januarja 1996), Stane Frim, Miroslav Geržina, Zmago Jelinčič, Miran Jerič, Jožef Kopše, Alojz Metelko, Borut Pahor, Žarko Pregelj, Jože Pučnik, Marjan Stanič, Leo Šešerko, Jaša Zlobec (do 16. septembra 1993)

2. državni zbor Republike Slovenije
- izvoljena: 15. maj 1997
- predsednik: Polonca Dobrajc
- podpredsednik: Miroslav Mozetič (od 27. maja 1997)
- člani: Vincencij Demšar (do 25. julija 1997), Janez Janša, Miran Jerič, Jožef Jerovšek, Franc Kangler, Mirko Kaplja, Štefan Klinc, Bojan Kontič (od 25. julija 1997), Maksimiljan Lavrinc (do 25. septembra 1997), Rudolf Petan (od 25. julija 1997), Marijan Schiffrer (od 25. julija 1997), Janko Veber, Franc Žnidaršič
- funkcija člana: Maksimiljan Lavrinc (od 9. oktobra 1997)

3. državni zbor Republike Slovenije
- izvoljena: 21. december 2001
- predsednik: Jožef Jerovšek (od 11. januarja 2001)
- podpredsednik: Zmago Jelinčič
- člani: Rudolf Moge, Bogomir Zamernik, Bojan Kontič, Franc Kangler, Janez Drobnič, Anton Delak, Marko Diaci